# Busbahnhof Morogoro
Der Busbahnhof Morogoro (Swahili Kituo kikuu cha mabasi ya Morogoro), auch Msamvu Bus Terminal (Swahili Kituo cha mabasi ya Msamvu) genannt, ist ein Busbahnhof für internationale Fernbusse in der tansanischen Großstadt Morogoro. Neben dem Hauptbahnhof ist er eine von zwei wichtigen Stationen des Fernverkehrs in Morogoro.

## Lage
Das Terminal befindet sich im Stadtteil Msamvu in der Innenstadt von Morogoro. Es liegt direkt nordöstlich eines bekannten Kreisverkehrs an der Kreuzung der Fernstraßen Dodoma und Dar es Salaam Road.

## Geschichte
Der Bau des Busbahnhofs dauerte von 2008 bis 2016.  Er kostete etwa 16 Milliarden Tansania-Schilling (ca. 6,4 Millionen Euro). Die offizielle Eröffnung am 6. Mai 2016 wurde durch Präsident John Magufuli vorgenommen.

## Infrastruktur
Das etwa 4,5 Hektar große Gelände verfügt über Parkplätze für 110 Busse, kleine Fahrzeuge und Motorräder.